# Los Cinco Mil
Los Cinco Mil, o Constitución de Terámenes fue el sistema político vigente en la polis de Atenas durante aproximadamente ocho meses, desde septiembre del 411 a. C. (mes de la caída de la Boulé de Los Cuatrocientos) hasta abril/mayo del 410 a. C. (mes de la restauración de la democracia ateniense). Tucídides elogia esta constitución como el mejor sistema que tuvo Atenas. Y la Constitución de los atenienses también afirma que «parece que los atenienses estaban bien gobernados».
Una Asamblea  (ekklesía) reunida en la Pnyx estableció la boulé de los Cuatrocientos y estableció un gobierno dirigido por la Asamblea de los Cinco Mil, elegido entre aquellos que tenían suficiente dinero para «beneficiar a la ciudad con caballos y escudos», es decir, entre los hoplitas: el ideal de Terámenes estaba representado por un gobierno que, sin ser una oligarquía, excluía a los menesterosos de los cargos públicos.
Se prohibió que los magistrados recibieran un salario por sus cargos y se decidió castigar a los transgresores. También se decidió revocar el mando a Alcibíades y a los demás demócratas que estaban en Samos.
La Constitución de los atenienses relata que los responsables de este cambio fueron Aristócrates y Terámenes, quienes posteriormente «hicieron todo ellos mismos, sin consultar a los Cinco Mil».